# توم مكاموس
توم مكاموس هو ممثل كندي، ولد في 25 يوليو 1955 بوينيبيغ في كندا. من الجوائز التي نالها جائزة دورا مافور مور ‏.

## أعمال

### أفلام
- (2004) اعترافات ملكة الدراما المراهقة
- (2009) وقت القاهرة
- (2015) غرفة

### مسلسلات
- اورفان بلاك[1]

## جوائز
- جائزة دورا مافور مور [الإنجليزية]‏

## وصلات خارجية
- توم مكاموس على موقع IMDb (الإنجليزية)
- توم مكاموس على موقع ألو سيني (الفرنسية)
- توم مكاموس على موقع ميوزك برينز (الإنجليزية)
- توم مكاموس على موقع أول موفي (الإنجليزية)
- توم مكاموس على موقع قاعدة بيانات الأفلام السويدية (السويدية)
- توم مكاموس على موقع إن إن دي بي (الإنجليزية)
- توم مكاموس على موقع قاعدة بيانات الفيلم (الإنجليزية)
- توم مكاموس على موقع كينوبويسك (الروسية)